# Armenier in der Schweiz
Schweizerische Armenier sind Schweizer Bürger mit armenischer Herkunft.
Die exakte Zahl an Armeniern ist nicht genau bekannt, aber es wird offiziell geschätzt, dass 3000 bis 6000 Armenier in der Schweiz leben.
Die Mehrheit der Schweizer Armenier ist orthodox, indem sie der Armenischen Apostolischen Kirche angehört und steht unter der Jurisdiktion des Heiligen Stuhles von St. Etschmiadsin. Die 1969 errichtete Saint-Hagop-Kirche in Troinex im Kanton Genf versorgt vor allem die Gläubigen in der Westschweiz, während Armenier im Osten des Landes Gottesdienste in einer Anzahl von schweizerischen Schwesterkirchen durchführen. Es gibt auch eine kleinere Zahl armenischer Katholiken, welche der Armenisch-katholischen Kirche angehören sowie eine noch kleinere Zahl an armenischen Protestanten.

## Vereinigungen
Armenische Vereinigungen in der Schweiz
- AVZ – Armenischer Verein Zürich in Zürich, gegründet 2005.
- Union Arménienne de Suisse (UAS) ist die derzeit grösste aktive armenische Vereinigung. In Genf organisiert es das «European Intercommunity Tournament» in der Stadt.
- Union Genérale Arménienne de Bienfaisance (UGAB)
- H.O.M – Association de secours arménienne de Suisse, gegründet 2006.
- Association des Dames Arméniennes – Genève – Seit 1986 veröffentlicht es die zweisprachige Artzakank in Französisch und Armenisch.
- Switzerland-Armenia Association" / Association Suisse-Arménie / Gesellschaft Schweiz-Armenien, ein Verein für Armenier in der Schweiz.
- Centre Arménien de Genève Gemeinschaftszentrum neben Saint Hagop.
- Armenischer Schul- und Familienverein, Oberentfelden | Agump

## Kirchgemeinde in der Deutschschweiz
- Armenisch Apostolische Kirchgemeinde in der Deutschschweiz seit 1993.